# Slobodan Praljak
Slobodan Praljak (Čapljina, 1945. január 2. – Hága, 2017. november 29.) boszniai horvát tábornok. Horvátország, illetve a boszniai horvátok oldalán harcolt a délszláv háború több konfliktusában. A boszniai háborún belül lezajló horvát-bosnyák háborúban elkövetett háborús bűncselekmények miatt a Jugoszláviában elkövetett súlyos bűncselekményeket vizsgáló hágai Nemzetközi Törvényszék (ICTY) felelősségre vonta és 2017 végén 20 év börtönbüntetésre ítélte. Praljak az ítélet kihirdetése után kijelentette, hogy nem háborús bűnös, majd még a tárgyalóteremben méreggel öngyilkosságot követett el.

## Életút
Praljak a boszniai Čapljinában született 1945-ben. Zágrábi egyetemi tanulmányai után színházi- és filmrendezőként tevékenykedett. Ő rendezte a Blesan i Tulipan című televíziós sorozatot, a Novela od Stanca és Sargaško more című televíziós drámákat, a Smrt psa, a Sandžak és a Duhan című dokumentumfilmeket, valamint a Povratak Katarine Kožul (1989) című filmet.

### Szerepe a délszláv háborúban
Praljak 1991 szeptemberében, a horvátországi háború kitörésekor csatlakozott a horvát hadsereghez. 1992-ben vezérőrnaggyá nevezték ki és a Horvát Nemzeti Védelmi Tanács tagja is lett. 1993-tól a Horvátországtól függő Herceg-Boszniai Horvát Köztársaságban töltött be vezető katonai pozíciót.
A boszniai háborúban a horvátok ugyan több ízben is segítséget nyújtottak a bosnyák erőknek (például Praljak fegyverszállítmányt küldött a szerbek által ostromlott Szarajevóba), de a törékeny horvát-bosnyák együttműködést gyakran tarkították kisebb és jelentősebb fegyveres konfliktusok is. Praljak vezető szerepet töltött be az 1993 májusában megélénkülő mostari horvát-bosnyák harcok alatt is, amelyek során háborús bűncselekmények is történtek, valamint a város jelentős része is komoly károkat szenvedett. A harcok során a mostari Öreg hidat is lerombolták, Praljak azonban tagadta, hogy a híd összeomlásáért a horvát fél lenne a felelős.
A háború befejeződésével Praljak lemondott katonai tisztségeiről és üzletemberként tevékenykedett.

## Hágai büntetőpere és halála
A hágai Jugoszlávia Nemzetközi Törvényszék 2004-ben emelt vádat Slobodan Praljak ellen a horvát-bosnyák konfliktus során elkövetett háborús és emberiség ellenes bűncselekmények miatt. A büntetőper rövidesen elkezdődött, mivel Horvátország az uniós csatlakozás érdekében együttműködött a bírósággal Az ügyben az elsőfokú ítélet 2013-ban született, amely 20 év börtönbüntetésre ítélte Praljakot.
Az ügyben a másodfokú ítéletet 2017. november 29-én hirdették ki. Ugyan Praljak ellen több vádpontot ejtettek (az ítélet többek között kimondta, hogy a mostari Öreg híd legitim katonai célpontnak minősült), de húszéves börtönbüntetésén nem módosítottak. Praljak az ítélethirdetést követően azonnal felállt, kijelentette, hogy nem háborús bűnös és visszautasítja az ítéletet, majd egy üvegfiolából mérget ivott. Kórházba szállítása után meghalt. Mivel Praljak büntetése nagy részét már letöltötte, feltehetően büntetése egy részének elengedésével néhány éven belül szabadult volna.  Utólag nem derült ki, honnan jutott a méreghez.

### Halálára adott reakciók
Az ICTY részvétét fejezte ki Praljak családtagjai iránt, halála körülményeinek vizsgálatára a holland rendőrség eljárást indított. Az ügy kapcsán a horvát miniszterelnök kijelentette, hogy Praljak öngyilkossága az ICTY mély morális igazságtalanságát illusztrálja, amely a hat boszniai horvát vádlott és a „horvát nép” felé irányul. Halálát követően mintegy 1000 boszniai horvát gyűlt össze emlékére Mostarban.